# Woodmansey and Beverley Parks
Woodmansey and Beverley Parks var en civil parish från 1866 till 1935 då den blev en del av Woodmansey, i grevskapet East Riding of Yorkshire, i England. Civil parish var belägen 20 km från Driffield och hade 953 invånare år 1931.